# Wilhelm von Brand

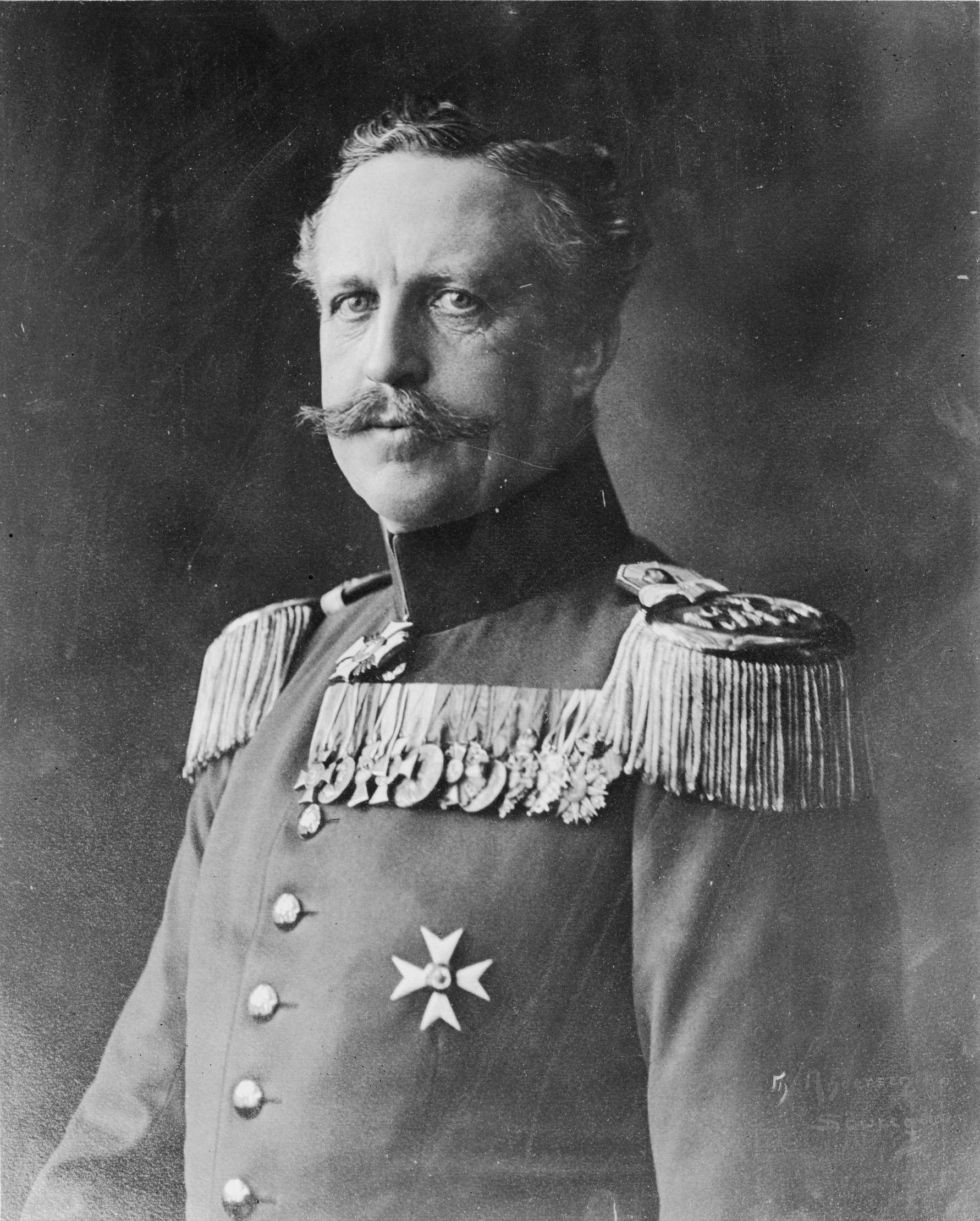
Wilhelm von Brand

Wilhelm Julius Carl Brand, ab 1879 von Brand, seit 1899 Freiherr von Brand, (* 5. März 1856 in London; † 24. Juli 1944 in Tübingen) war ein württembergischer Generalleutnant im Ersten Weltkrieg.

## Leben

### Herkunft
Wilhelm Brand war ein Sohn des aus Ulm stammenden Kaufmanns Carl Brand (1825–1868) und dessen Ehefrau Ottilie, geb. Freiin von Reischach (1828–1868). Er besuchte vier Jahre ein Lyceum in Frankreich, danach folgten drei Jahre auf verschiedenen Gymnasien in Deutschland und letztendlich ab Mai 1871 zwei Jahre als Kadett an der Kriegsschule Ludwigsburg.

### Militärkarriere
Nach Absolvierung der Kriegsschule wurde Brand am 7. April 1873 als charakterisierter Portepeefähnrich dem 1. Infanterie-Regiment „Königin Olga“ der Württembergischen Armee überwiesen und avancierte bis Anfang Oktober 1874 zum Sekondeleutnant. In der Zeit vom 1. Oktober bis zum 14. November 1878 folgte eine Kommandierung zur weiteren Ausbildung an die Preußische Kriegsakademie in Berlin.
Am 20. Mai 1879 wird Wilhelm Brand zusammen mit seiner Mutter Ottilie und seiner Schwester Marie durch König Karl mit dem Prädikat „von“ in den erblichen württembergischen Adelsstand erhoben.
In der Zeit vom 2. Oktober 1879 bis zum 16. Juli 1882 setzte er seine Studien an der Preußischen Kriegsakademie fort, mit anschließender Versetzung in das Infanterie-Regiment (4. Württembergisches) Nr. 122. Danach wurde Brand vom 1. Mai 1883 bis zum 30. April 1884 zur Dienstleistung beim Großen Generalstab kommandiert, wo er am 2. August 1883 zum Premierleutnant befördert wurde. Am 17. September 1887 erfolgte seine Versetzung in das Grenadier-Regiment „Königin Olga“ (1. Württembergisches) Nr. 119.
Am 10. Juni 1889 zum überzähligen Hauptmann befördert, wurde Brand mit Wirkung vom 15. Juli 1889 als Kompaniechef in das Infanterie-Regiment (3. Württembergisches) Nr. 121 versetzt. Von dort trat er aber bereits mit Wirkung vom 6. November 1889 in gleicher Eigenschaft in das Grenadier-Regiment „Königin Olga“ (1. Württembergisches) Nr. 119 über. Unter Stellung à la suite seines Regiments erfolgte Mitte September 1893 seine Kommandierung nach Preußen zur Dienstleistung im Nebenetat des Großen Generalstabes. Am 27. Januar 1897 wurde er unter Enthebung seines Kommandos mit Verleihung des Charakters als Major dem Infanterie-Regiment „Großherzog Friedrich von Baden“ (8. Württembergisches) Nr. 126 aggregiert und erhielt am 22. März 1897 das Patent zu seinem Dienstgrad. Im darauf folgenden Jahr wurde er im Mai mit dem Ritterkreuz I. Klasse des Friedrichs-Ordens und im Juni mit dem Dienstehrenzeichen I. Klasse ausgezeichnet, ehe er am 17. Dezember 1898 zum Bataillonskommandeur in seinem Regiment aufstieg.
Am 12. September 1899 wird Wilhelm von Brand in den erblichen württembergischen Freiherrenstand erhoben.
Durch Allerhöchste Ordre von König Wilhelm II. vom 13. Mai 1902 wurde Brand das Ritterkreuz des Ordens der Württembergischen Krone sowie am 24. Mai 1902 die Großherzoglich Badische Jubiläums-Medaille verliehen. Mit Wirkung vom 18. Juli 1903 wurde er behufs Verwendung beim Stabe im Infanterie-Regiment „von der Marwitz“ (8. Pommersches) Nr. 61 nach Thorn nach Preußen kommandiert, wo er am 11. September zum Oberstleutnant avancierte. Mit Allerhöchster Ordre vom 10. März 1905 erhielt er die Trageerlaubnis für den Preußischen Kronen-Orden III. Klasse. Im Mai desselben Jahres wurde er mit dem Ehrenkreuz des Ordens der Württembergischen Krone ausgezeichnet.
Mit Verfügung des Königs vom 21. Mai 1906 wurde Brand unter Enthebung von dem Kommando nach Preußen und Beförderung zum Oberst zum Kommandeur des Infanterie-Regiments „Kaiser Friedrich, König von Preußen“ (7. Württembergisches) Nr. 125 ernannt. In dieser Eigenschaft erhielt er am 9. Mai 1908 das Kommenturkreuz II. Klasse des Friedrichs-Ordens. In Genehmigung seines Abschiedgesuches wurde Brand am 20. April 1909 unter Verleihung des Charakters als Generalmajor mit Pension zur Disposition gestellt.
Mit Ausbruch des Ersten Weltkriegs wurde Brand als z.D-Offzier wiederverwendet und übernahm nach dem Tod von Oberst von Bendler als Kommandeur ab dem 9. November 1914 das Württembergische Reserve-Infanterie-Regiment Nr. 247 in Flandern. An der Spitze seiner Truppe stehend beteiligte er sich an den schweren und harten Kämpfen vor Ypern und erhielt nach Erstürmung des Bellewaarde-Ferme im Frühjahr 1915 noch auf dem Schlachtfeld das Eiserne Kreuz I. Klasse. In dieser Funktion wird er Ende März mit dem Kommenturkreuz II. Klasse des Sächsischen Albrechts-Ordens mit Schwertern ausgezeichnet und mit Allerhöchster Ordre vom 4. Juli 1915 wird ihm anstelle des Kommenturkreuz des Ordens der Württembergischen Krone mit Schwertern das Ritterkreuz des Militärverdienstordens verliehen.
Am 4. Oktober 1915 wird Generalmajor Brand Kommandeur der 108. (Württembergische) Reserve-Infanterie-Brigade, mit welcher er an den Stellungskämpfen in Flandern und an der Sommeschlacht teilnahm. Am 5. Oktober 1916 wurde ihm das Kommenturkreuz des Ordens der Württembergischen Krone mit Schwertern verliehen. Im Januar 1917 übertrug man ihm die Führung der 54. (Württembergische) Landwehr-Infanterie, mit der er an den Kämpfen um Verdun teilnahm. Nach einer Verwundung und schwerer Erkrankung kehrte er zunächst in die Heimat zurück, ehe er in Ulm Kommandeur der stellvertretenden 54. Infanterie-Brigade (4. Königlich Württembergische) wurde.
Nach dem Waffenstillstand von Compiègne wurde Brand Kommandant der Festung Ulm. Zu Ostern 1919 kehrte er nach München zurück, wo er bereits in der Zeit nach seinem Abschied im Jahr 1909 lebte. Dort wurde er jedoch während der Ausrufung der Münchner Räterepublik durch Mitglieder des Spartakusbund verhaftet und festgesetzt. Ihm gelang es jedoch zu fliehen und sich zu den württembergischen Truppen bei Starnberg durchzuschlagen. In Oberstdorf, wo Brand seinen Landsitz hatte, stellte er ein Freikorps auf, um im Oberen Illertal Ruhe und Ordnung gegenüber den Spartakisten durchzusetzen.
Im Jahr 1922 zog er sich in seine schwäbisch Heimat nach Tübingen zurück, wo er am 24. Juli 1944 im Alter von 88 Jahren verstorben ist.

### Privatleben
Brand war ab dem 20. Juli 1896 mit Alice von Bergmann (1874–1965), einer Tochter des Mediziners Ernst von Bergmann verheiratet. Aus der Ehe gingen die Söhne Ernst (* 1897) und Rolf (* 1904) sowie die später als Agrarwissenschaftlerin bekannt gewordene Tochter Marie (1899–1977) hervor.

## Archivische Überlieferungen
Die militärische Personalakte von Wilhelm von Brand befindet sich im Hauptstaatsarchiv Stuttgart unter Bestand M 430/2 Bü 213, die Familienunterlagen in Bestand P 21.